# サン＝ジェルマン＝デ＝プレ駅
サン＝ジェルマン＝デ＝プレ駅 (サン＝ジェルマン＝デ＝プレえき、仏：Saint-Germain-des-Prés) は、フランス・パリの6区にあるメトロ4号線 (地下鉄) の駅。

## 概要
サン＝ジェルマン＝デ＝プレ駅は、パリの地下鉄メトロ4号線の駅。パリ中央部の6区の北寄りにあり、サン＝ジェルマン大通り沿いに位置している。
1910年1月9日、4号線の駅として開業した。駅名は、付近にあるサン＝ジェルマン＝デ＝プレ教会にちなんで名付けられた。

## 駅周辺
- カフェ・ド・フロール （Café de Flore） - サルトルら多くの文化人に愛されてきたカフェ。
- 国立美術学校 （ボザール） （École Nationale Supérieure des Beaux-Arts）
- サン＝ジェルマン＝デ＝プレ教会 (Église Saint-Germain-des-Prés)
- ウジェーヌ・ドラクロワ美術館 (Musée National Eugène-Delacroix)
- パリ第5大学 （デカルト） (Université Paris V (Descartes))
- フランス学士院 （Institut de France）
- リップ （Lipp） - 著名人の集う有名なブラッスリー [1]。
- レ・ドゥー・マゴ （Les Deux Magots） - カフェ・ド・フロールとともに多くの文化人に愛されてきたカフェ。

## 隣の駅
パリメトロ
■4号線
オデオン駅 （Odéon） - サン＝ジェルマン＝デ＝プレ駅 - サン＝シュルピス駅 （Saint-Sulpice）